# Astragalus camptopus
Astragalus camptopus är en ärtväxtart som beskrevs av Rupert Charles Barneby. Astragalus camptopus ingår i släktet vedlar, och familjen ärtväxter. Inga underarter finns listade i Catalogue of Life.